# Atyopsis
Atyopsis (Chase, 1983) — рід прісноводних креветок родини Atyidae. Був створений Феннером Чейзом у 1983 році шляхом відділення від роду Atya двох видів, що відрізнялися за наступними показниками: довша форма тельсона та наявність «масивних шпор» на третій парі перейоподів чоловічих особин.
Інформації про знаходження викопних решток організмів цього роду немає. Креветки Atyopsis вперше були знайдені на вулканічних островах поблизу Шрі-Ланки, Окінави, у архіпелазі Самоа, а також на азійському материку від Малайського півострова до Індії.
Належать до типу креветок-фільтраторів через особливість пари грудних ніг, що мають на кінцях подоби «віяла», завдяки яким Atyopsis фільтрують воду та здобувають собі харчування. Atyopsis moluccensis має популярність серед акваріумістів завдяки своїм чималим розмірам, цікавому зафарбуванню та миролюбності. Незважаючи на те, що креветки цього виду можуть досягати 10 см у довжину, вони не становлять ніякої загрози навіть для маленьких та повільних риб. У дикій природі харчуються переважно фітопланктоном та зоопланктоном.

## Види
Тривалий час у роді Atyopsis вирізняли лише два види:
- Atyopsis moluccensis de Haan, 1849
- Atyopsis spinipes Newport, 1847

Особини А. moluccensis відрізнялися від особин A. spinipes кількістю зубів у нижній частині роструму: перші мали 7-16 зубів, тоді як другі всього 2-6.
У таксономічній базі даних NCBI станом на початок 2013 року була подана інформація про можливу приналежність до роду Atyopsis ще двох видів:
- Atyopsis sp. HDB-2008
- Atyopsis sp. HDBG-2012

Втім ці види остаточно досліджені не були і вердикту щодо їхньої остаточної класифікації немає. Деяка інформація про A. sp. HDB-2008 з'являлася і у інших джерелах.